# Piedrabuena
Piedrabuena es un municipio y localidad española de la provincia de Ciudad Real, en la comunidad autónoma de Castilla-La Mancha. El término municipal, uno de los más extensos de la provincia, comprende 565,36 km² y tiene una población de 4345 habitantes (INE 2024).

## Geografía
El municipio de Piedrabuena se encuentra incluido en la comarca natural de Los Montes de Ciudad Real, cerca ya del límite con el Campo de Calatrava. Se sitúa a 21 km de la capital provincial. El término municipal está atravesado por la carretera nacional N-430, entre los pK 270 y 284, además de por la carretera autonómica CM-403, que se dirige hacia Porzuna, y por otras carreteras locales que conectan con El Robledo, Arroba de los Montes y Alcolea de Calatrava.   

El relieve de Piedrabuena se caracteriza por la alternancia de macizos y sierras frente a valles y áreas deprimidas, siendo la topografía la característica de una zona de montaña media, estando definida por unas altitudes moderadas, que en las cotas más bajas apenas superan los 540 m. Se alcanzan los 650-700 m en algunas zonas de raña, ligeramente inclinadas, en la parte noroeste del término mientras que en las culminaciones de los macizos y sierras, la altitud encuentra generalmente entre los 800 y los 930 m. En cuanto a sus sierras, se tratan de alineaciones montañosas de escasa altitud y con abundantes riscos y pedrizas, como la sierra de las Majadas (870 m), sierra de los Canalizos (922 m) y sierra de las Tierras Buenas (865 m), entre otras, destacando los picos Bonales (938 m), Valronquillo (927 m) y Risco del Rayo (898 m).

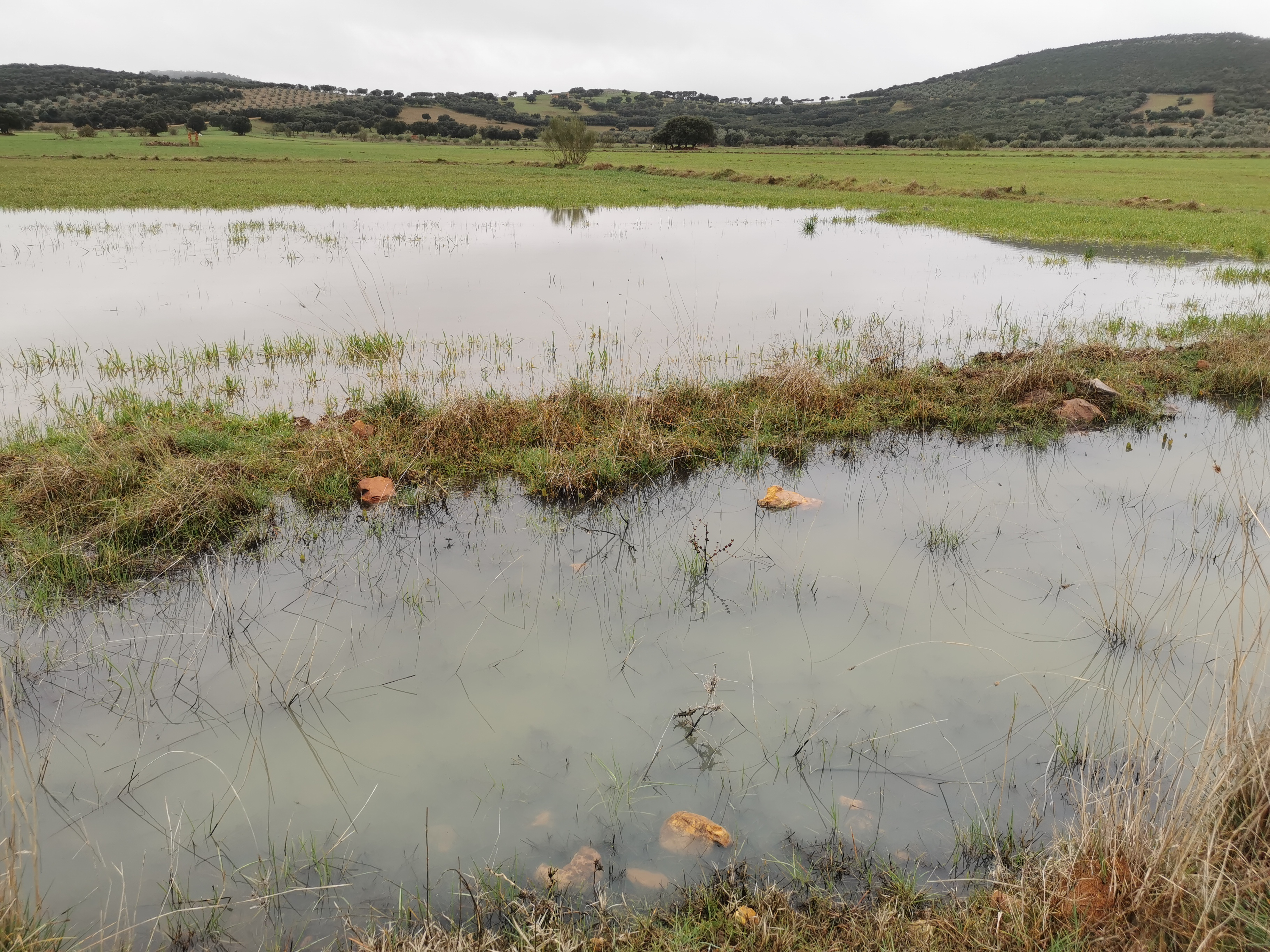
Maar de Navarredonda

Las depresiones son amplias y en ellas se ha venido instalando la actividad agrícola, en las riberas del río Bullaque y sus arroyos. Además, se puede observar el relieve volcánico con edificios como el volcán de la Arzollosa en el Monumento Natural Volcán de Piedrabuena (773 m), el volcán de la Chaparra, un pequeño cerrete volcánico o domo situado a la entrada del municipio desde Ciudad Real, y  cráteres de explosión o maares como la laguna del Lucianego y el cráter volcánico de Navarredonda. Igualmente cuenta con diferentes fuentes agrias, siendo la más famosa la del mismo nombre.
En el siglo XIX se comenta cómo hay en el término «mucho monte de jaras, chaparros, marañas, brezos, cornicabras, acebuches, quejigos y almendros amargos».
El bonal del Arroyo de Valdelamadera está protegido como microrreserva.
| Noroeste: Alcoba y Fontanarejo                      | Norte: El Robledo y Porzuna              | Noreste: Malagón y Fernán Caballero                       |
| Oeste: Arroba de los Montes y Puebla de Don Rodrigo |                                          | Este: Picón                                               |
| Suroeste: Puebla de Don Rodrigo y Luciana           | Sur: Luciana y Los Pozuelos de Calatrava | Sureste: Alcolea de Calatrava y Los Pozuelos de Calatrava |

La altitud oscila entre los 938 m (pico Bonales) y los 540 m a orillas del río Bullaque, cuando éste abandona el término municipal. El pueblo se alza a 598 m sobre el nivel del mar.

## Historia
El primer hecho histórico que muestra la existencia de Piedrabuena data de 1187 por la Bula del Papa Gregorio VIII habiendo sido antaño tierra de paso de distintas culturas: los siglos de dominio visigodo (V-VIII) son de un progresivo despoblamiento que afecta a todas las comarcas de la provincia. La época de ocupación musulmana continuará con el asentamiento de numerosas comunidades bereberes, a las que estaba encomendada la salvaguarda de la Marca Media.
Tras la batalla de las Navas de Tolosa, Piedrabuena formará parte de la Orden de Calatrava durante la reconquista cristiana, lo que significó una dura pugna entre ésta y el Arzobispado de Toledo por poseer este municipio castellano, al ser limítrofe con el alfoz toledano.
Durante el reinado de Felipe II tendrá lugar la primera de las desamortizaciones, llevada a cabo en al siglo XVI y cuyas disposiciones y nueva ordenación se recogen en el documento conocido como de la Desmembración. Tras dichas desamortizaciones la villa será vendida a Alonso de Mesa, capitán de la Armada Española que destacó en las conquistas del Perú, quedando convertido así en el primer señor de Piedrabuena, participando su término de los cambios y dinámicas que la época moderna impuso.
Ya en pleno siglo XIX el término de Piedrabuena, al igual que el resto de la provincia, se verá afectado por las sucesivas desamortizaciones que se desarrollaron a lo largo de este siglo. La desamortización de Mendizábal se inicia en 1836, pero no será hasta 1843 cuando se produzcan la mayoría de las ventas de bienes eclesiásticos. La desamortización civil de Madoz de 1855 tuvo gran incidencia sobre el municipio, siendo la segunda población de la provincia de Ciudad Real con mayor superficie desamortizada lo que supuso y sigue suponiendo que la inmensa mayoría de su término municipal se encuentre en fincas privadas muy extensas. A mediados del siglo XIX, el lugar contaba con una población censada de 2600 habitantes.

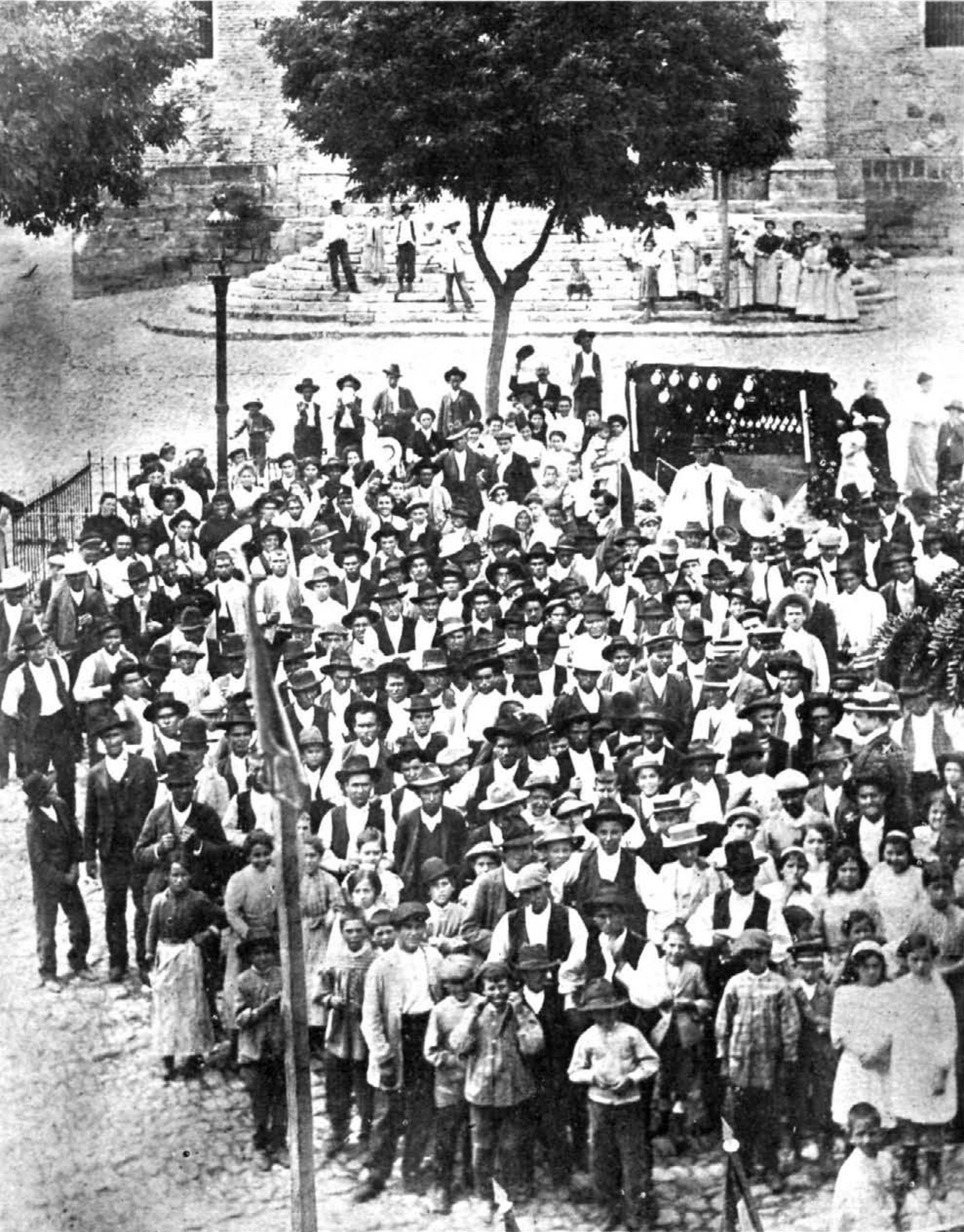
Multitud en Piedrabuena congregada para un concierto de la banda provincial (1912)

El siglo XX vio como se conformaba el municipio tal y como lo conocemos, con una evolución demográfica ascendente, que retrocede en los años 1970 y se mantiene un lento declive en este siglo. En el aspecto económico, en la década de los años veinte se sustituyen las viñas por los olivos, siendo este cultivo destinado a la producción de aceite el que se ha convertido en la principal actividad económica.
En 1913 el inventor y empresario Mónico Sánchez instaló una industria de productos eléctricos dedicados a la medicina y enseñanza, donde se fabricarán entre otras cosas, los primeros aparatos de rayos X portátiles que eran realmente eficaces. En 1961 con su muerte, se cerró.
Fue una de las primeros municipios de España en que una mujer ejerció la alcaldía, cuando fue elegida María de las Maravillas Gómez-Pallete Pérez el 17 de junio de 1970. Alrededor de la década de 1980 el municipio cambió su nombre quitándose «de Calatrava» y pasó a llamarse simplemente Piedrabuena.

## Demografía
Piedrabuena cuenta con una población de 4345 habitantes (INE 2024).
| Gráfica de evolución demográfica de Piedrabuena entre 1842 y 2021                                                   |
| |
| Población de derecho según los censos de población del INE Población de hecho según los censos de población del INE |

La evolución demográfica de Piedrabuena durante los siglos XX y XXI es muy similar a la de la mayoría de municipios de la provincia de Ciudad Real y Castilla-La Mancha. Se inicia el siglo XX con una clara tendencia ascendente que llega hasta la década de los sesenta. En los últimos años sesenta se inicia la pérdida masiva de población por emigración ya que en una década se pierde el 20 %. Esa tendencia de pérdida de habitantes se mantiene estable y no se recuperarán las cifras de los años 1930.

## Símbolos
Escudo

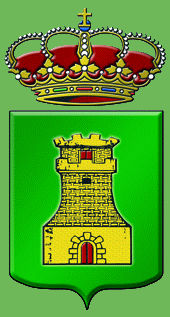
Escudo de Piedrabuena usado por el Ayuntamiento

Según la Orden de la Consejería de Administraciones Públicas de la Junta de Comunidades de Castilla-La Mancha, de 20 de noviembre de 1989, por la que se aprueba el escudo heráldico municipal de Piedrabuena, éste se describe como: Escudo español, de sinople (verde), un castillo de oro. Al timbre corona real cerrada. No obstante, el ayuntamiento utiliza un escudo con una torre, en lugar del castillo.
Bandera
Según la Orden de la Consejería de Administraciones Públicas de la Junta de Comunidades de Castilla-La Mancha, de 17 de noviembre de 2004, por la que se aprueba el Bandera Municipal de Piedrabuena, la bandera del municipio es un paño rectangular, dividido por mitad vertical y con una proporción 2:3, a la izquierda, en el trozo de tela unido al asta, de color verde oliváceo (sinople), una torre amarilla (de oro) con puerta y ventanas aclaradas de negro. En el segundo trozo de color blanco, en recuerdo de la orden militar que conquistó, colonizó, y administró el lugar durante centurias, dándole personalidad jurídica propia, la Cruz de Calatrava flordelisada, en color rojo (gules).

## Patrimonio
- Castillo de Miraflores y puente de los moros. La construcción de este castillo no está muy justificada o al menos sus orígenes y motivaciones se desconocen aunque la teoría más factible sería la de la defensa de Piedrabuena durante el sitio de la localidad durante la Reconquista. El castillo se encuentra sobre una colina a 2 km del núcleo urbano. Su estilo, pese a su alto estado de ruinas parece ser el típico de la época de la reconquista cristiana del siglo XII. A pesar de su importancia histórica, este monumento está incluido dentro de la Lista Roja de Patrimonio en peligro de desaparición o destrucción de la asociación Hispania Nostra. El puente de los moros, sito muy cercano a él y de similares características y antigüedad parecen indicar que se construyó junto al castillo de Miraflores. Su origen no era el de puente sino el de muro de contención que embalsaba las aguas del arroyo de La Peralosa facilitando la tarea de los residentes en el castillo de recoger las mismas.
- Ermita del Santísimo Cristo de la Antigua. Aloja al Santísimo Cristo de la Antigua, patrón de Piedrabuena, cuya devoción data del siglo XVI. Entre 1805 y 1891 la ermita hace las veces de parroquia durante la realización de las obras de la actual iglesia parroquial. Por su mal estado la ermita fue desalojada y pocos años después se iniciaron las obras de la nueva ermita que concluyeron en 1952. Esta nueva ermita se realizó única y exclusivamente con el apoyo, trabajo y donaciones de los vecinos del pueblo, poniendo cada uno de ellos de su parte para la conclusión de estas obras que se realizaban en sus horas libres: pintar, cortar, construir, etc., de ahí que la construcción de la ermita se prolongara durante muchos años.
- Ermita de San Bartolomé y ermita de San Isidro Labrador. La ermita de San Bartolomé está sita en la carretera N-430 en el kilómetro 282, a 2 km aproximadamente en dirección a Ciudad Real del núcleo urbano de Piedrabuena. Data del siglo XIV y en 1997 se realizaron obras de rehabilitación, de las que sobresalen las pinturas mural de carácter religioso naturalista del pintor Pedro Castrortega y el artesanado a base de fuerte vigas de madera. La ermita de San Isidro Labrador se encuentra en la N-430 kilómetro 279 en dirección a Badajoz, a 2 km del pueblo en un paraje muy estimado por los piedrabueneros al estar muy próxima de la Fuente Agria, famosa por su agua con alto contenido en hierro y propiedades medicinales. Alberga al patrón de los agricultores la cual ayuda en ser tan estimada al haber tanto sector agrario en la zona.
- Ermita de la Sierra de la Cruz. En la cima de la sierra de la Cruz hay una ermita en la cual se conmemora la festividad de la Santa Cruz celebrando misa, procesión y romería. Las paredes de la ermita están recubiertas con fotos de vírgenes y santos, así como de ofrendas, que suelen ser piernas y brazos de cera que se llevan para pedir salud por algún familiar. Son innumerables las promesas que hace la gente de ir descalza por la dificultosa vereda que lleva a la Ermita, esto casi siempre lo hacen las mujeres; los hombres suelen llevar a sus hijos pequeños a hombros durante todo el recorrido.
- Iglesia parroquial. Se encuentra en pleno centro del pueblo y está enfrente del ayuntamiento. Por su estado de ruinas el pueblo de Piedrabuena se dirigió al arzobispo de Toledo para que se reparara y rehabilitara el templo para poder rendir culto; y dado que a él iban a parar los diezmos, a él le correspondía hacerse cargo de la obra. Esta petición se realizó en 1774 pero hasta 1808, después de múltiples peticiones al Consejo, al Rey y al clero, todos se desentendieron de la obra. Por fin el Consejo de Castilla aceptó y ayudó a la rehabilitación del templo, ya habían pasado 34 años desde la primera petición y se consiguió en plena guerra contra los franceses.
- Callejones o adarves. Piedrabuena cuenta con algunos elementos patrimoniales urbanos interesantes como los callejones sin salida, que también reciben el nombre de adarve.
- Plaza de toros-castillo de Mortara. Tiene la particularidad de estar construida con piedra volcánica en lo que hasta hace poco más de un siglo eran las ruinas del castillo de Mortara.
- Molino Viejo.

## Fiestas
Destaca especialmente la celebración de las Cruces y los Mayos.

## Deporte
- CD Piedrabuena fundado en 1981 Primera Autonómica Preferente de Castilla-La Mancha
- Piedrabuena Dintel FC fundado en 2009 Segunda Autonómica Preferente de Castilla-La Mancha

## Hermanamiento
El municipio de Piedrabuena se encuentra hermanado con el francés de Nort-sur-Erdre.